# Monte (Terras de Bouro)
Monte  ist ein Ort und eine ehemalige Gemeinde (Freguesia) im Norden Portugals.
Monte gehört zum Kreis Terras de Bouro im Distrikt Braga. Die Gemeinde hatte eine Fläche von 12 km² und 129 Einwohner (Stand 30. Juni 2011).
Am 29. September 2013 wurden die Gemeinden Monte und Chorense zur neuen Gemeinde União das Freguesias de Chorense e Monte zusammengeschlossen.